# Krumhorn
Krumhorn (též křivý roh) je jeden z nejvíce používaných dvouplátkových vzdušnicových nástrojů hobojového typu válcovitého tvaru z rodiny historických dřevěných nástrojů ze 14. až 17. století, tedy z období renesance. Název pochází z německého krummhorn, což znamená křivý roh.

## Původ

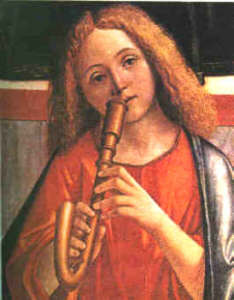
detail z renesančního obrazu od Vittora Carpaccia, 1510

Krumhorn se objevil někdy ve 13. století z období renesance, kdy na něj začali hrát Maurové (arabští muslimové původem se severní Afriky) a později kol. 14. století i muzikanti a mistři v Evropě. Jak je už výše zmíněno, název pochází z německého slova "krummhorn", což znamená křivý roh.

## Charakteristika
Charakteristickým znakem krumhornů je právě jejich háčkovitě zahnutý korpus, aby záměrně připomínal zahnutý zvířecí roh a nástroj připomíná písmeno "J". Jasnější a hlasitější tón, než má cornamusa, je způsoben rozšiřujícím se roztrubem a širším vrtáním. Krumhorn byl nejčastěji dělán z rákosového dřeva. Právě díky výraznému, hlasitému a širokému tónu byl používán často i jako sólový nástroj. Křivé rohy (krumhorny) se liší od vzdušnicové šalmaje a kornamusy především tvarem vrtání a charakteristickým zahnutím korpusu. Rozsah nástroje je o něco větší než nóna (díky pomocným klapkám). Tento nástroj v pozdějších dobách zcela vymizel a jeho barva je charakteristická pro starou hudbu. Různé druhy krumhornů vyobrazil např. Michael Praetorius ve spise Syntagma musicum (1619).

## Fyzika – vznik tónu
Krumhorn patří mezi aerofony, čili jeho zvuk vzniká tím, že hráč foukne přes dvojitý plátek (strojek) a uvnitř duté, rákosové zahnuté "roury" se rozechvěje vzduch, čímž vznikne tón. Výšku tónu lze u krumhornu měnit střídáním různých dírek, či klapek, nebo přefukováním. Přefukování se ale u hraní na krumhorn moc neuplatní, jelikož (jak již bylo zmíněno) tónový rozsah krumhornu je něco přes nónu. U vypracovanějších typů krumhornu lze hrát i částečně chromaticky.

## Druhy krumhornu

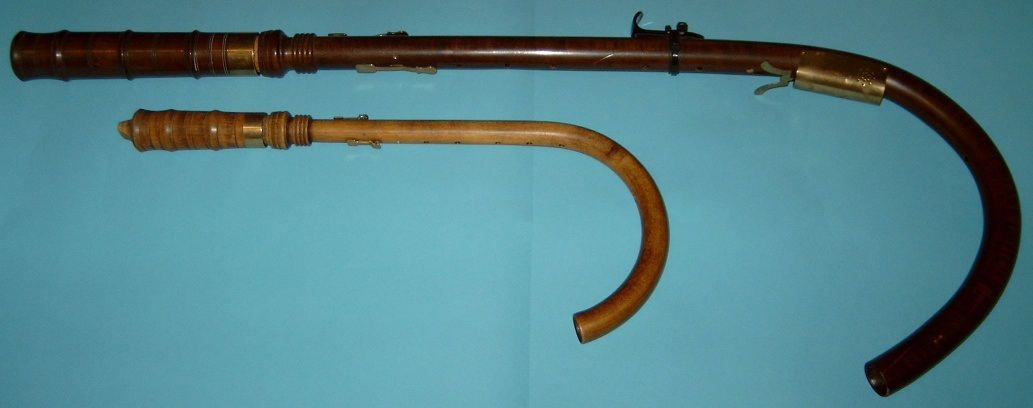
moderní typy krumhornů–altový krumhorn in F a basový krumhorn in F

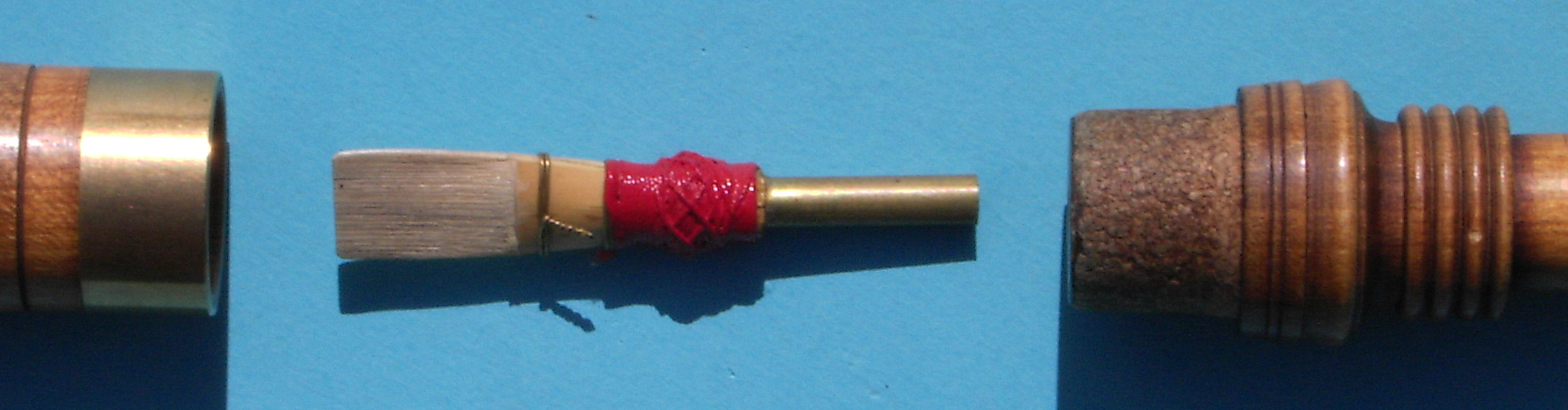
dvouplátkový strojek na altový krumhorn in F

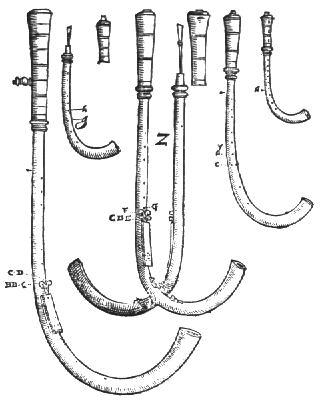
Rodina krumhornů z díla Syntagma musicum od Michaela Praetoria roku 1619

Existuje několik druhů krumhornů, které se v renesanci používaly (od garklein krumhornu až po prodloužený velkobasový krumhorn). Už v renesančním období existovaly i takové speciální–"prodloužené" typy krumhornů (např. Prodloužený tenorový krumhorn), které měly svůj tónový rozsah až přes dvě oktávy (výjimečně měl prodloužený baskrumhorn svůj rozsah jen přes oktávu–C až g).
V dnešní době byly vytvořeny ale tzv. "moderní krumhorny", které se od těch renesančních liší (tónový rozsah těch moderních krumhornů jsou uvedeny v kulatých závorkách):
- Garklein krumhorn
- Sopraninový krumhorn
- Sopránový krumhorn d´–e´´ (c´–f´´)
- Altový krumhorn g–a´ (f–hes´/b´)
- Tenorový krumhorn c–d´ (c–f´)
- Prodloužený tenorkrumhorn G nebo A–d´ (-není žádný modernější typ-)
- Basový krumhorn F–g (F–hes/b)
- Prodloužený basový krumhorn C–g (-není modernější typ-)
- Velkobasový krumhorn Hes (B)–c nebo C–d (Hes/B–c nebo C–f)
- Prodloužený velkobasový krumhorn G–d (-není modernější typ-)

V dnešní době je krumhorn používán např. v britské rockové skupině Gryphon.